# Leskovec pri Krškem
Leskovec pri Krškem este o localitate din comuna Krško, Slovenia, cu o populație de 1.000 de locuitori.